# Vaszil Gyula
Vaszil Gyula (Siófok, 1964. május 31. –) labdarúgó. A Videoton SC 1984-85-ös idényben UEFA-kupa döntős csapatának a hátvédje.

## Pályafutása

### Klubcsapatban
1982-ig a Siófoki Bányász csapatában játszott. 1982-ben lett élvonalbeli labdarúgó, amikor a Videotonhoz szerződött. Két bajnoki bronzérem mellett részese volt a csapat 1984-85-ös UEFA-kupa sikerének. A döntőig jutó csapatban 5 alkalommal játszott csereemberként. A Videotonban 51 bajnoki mérkőzésen játszott.
1986-ban a Ferencvároshoz igazolt, ahol egy bajnoki címet, 2 ezüstérmet és 1 bronzérmet szerzett a csapattal, továbbá 2 magyar kupagyőzelem volt része. A Fradiban 1993-ig, 85 bajnoki mérkőzésen szerepelt és 1 gólt szerzett,

## Sikerei, díjai
- Magyar bajnokság:
  - bajnok: 1991–92
  - 2.: 1988–89, 1990–91
  - 3.: 1983–84, 1984–85, 1989-90
- Magyar Kupa
  - győztes: 1991, 1992
  - döntős: 1989
- UEFA kupa
  - döntős: 1984–85

## Külső hivatkozások
- Csuhay gólja… – 2005. április 23.
- Húsz éve játszott UEFA-kupa-döntőt a Videoton Archiválva 2009. március 16-i dátummal a Wayback Machine-ben – 2005. május 7.